# マルティン・マントバーニ

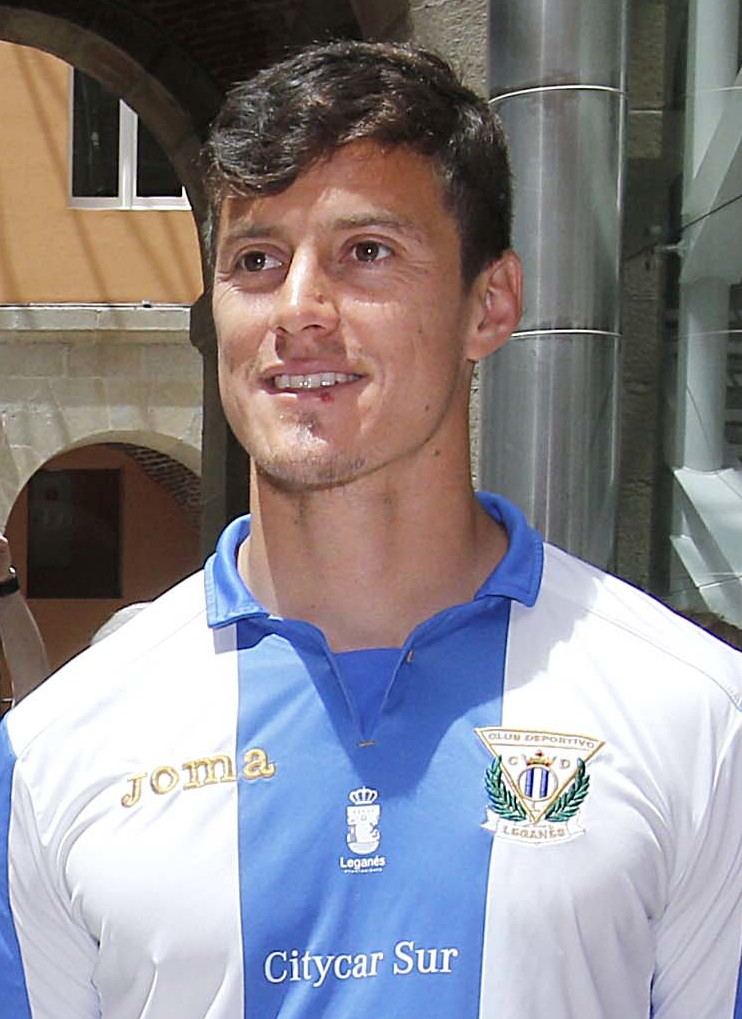

マルティン・マキシミリアーノ・マントバーニ（Martín Maximiliano Mantovani、1984年7月7日 - ）は、アルゼンチン・ブエノスアイレス州サン・ミゲル出身の元サッカー選手。アルゼンチンとイタリアの二重国籍を持つ。現役時代のポジションはDF。

## 経歴
マントバーニは祖国アルゼンチンの地元の複数のクラブでプレーした後、2006年の夏にアトレティコ・マドリードと契約を結んだ。はじめはアトレティコの三軍「C」に所属。その後2009-10シーズンからセグンダBのアトレティコBに移ったが、出場機会はまばらであった。なお同時期にコケやダビド・デ・ヘア等が彼とチームメイトであった。
EUパスポートを所持していないことでマントバーニは信じられないほど辛い思いをした。イタリア国籍取得のための必要書類を取りに行かされたボローニャからの帰りに、泊まる場所やお金が無いため止むをえず鉄道駅で野宿を強いられたことがあった。ルーマニアのトゥルグ・ムレシュ遠征でチームが負けた後には、自分が試合に出ていなかったのにチームスタッフや関係者に脅迫的な苛めを受けた。また、後のオビエド時代には代理人を装った詐欺師に嘘の儲け話を聞かされ、完璧にだまされた事もあった。周囲の人々は誰も自分を擁護してくれず、その時にはストレスや人間不信で体重を7キロ減らすほど落ち込んだという。
2010年8月10日、マントバーニはアトレティコBから同じセグンダB所属のクルトゥラル・レオネサへ移籍した。翌年はCDアトレティコ・バレアレスへ、さらに翌年はレアル・オビエドへと移籍を繰り返した。この3クラブでは、各シーズン30試合前後ほど出場することができたが、しかし一方で上記のような不幸な出来事にも見舞われた。

2013年1月26日、マントバーニはオビエドからCDレガネスへローンで放出された。レガネスでは、クラブが10年ぶりにセグンダ・ディビシオンに復帰した2013-14シーズンに39試合に出場。オフの2014年6月にはレガネスが保有権を買い取り完全移籍した。ローンの時期には彼は「5番目の補強」であったが、しかしマントヴァーニは精神的なもろさを見せず、それどころか未来に夢を抱けるようになった。新監督アシエル・ガリターノの指導の下でエスタディオ・ブタルケでの最初の練習日を終えると、既に29歳を迎えていた彼は大きな充実と、求められた結果に対し情熱を露わにやりがいを感じていた。
「大きな親愛の情によって僕の心は開かれ、今はとても充実しているよ。その暖かさに恩返しするためにも、このユニフォームに自分のすべてを捧げるつもりだ」
と、コメントした。
2013-14シーズン、マントバーニはレガネスのユニフォームを身にまとって34試合に出場・3得点。多くの試合で先発フル出場し、出場停止以外では後半途中の交代でわずか2回ベンチに下がっただけ、というほど安定して試合に出場し続けた。イエローカードは6枚を受け、退場は4回。うちレッドカードでの一発退場は1回であった。総出場時間は3,404分。ウエスカ、ヘタフェB、リェイダ・エスポルティウ戦で得点を決めた。プレーオフ優勝を決めたCEルスピタレートとの決勝戦にも出場し、主力としてレガネスのセグンダ昇格に大きく貢献した。
32歳となったマントバーニは、2015-16シーズンのセグンダで2位となったチームと共に初めてプリメーラ・ディビシオンの舞台に上り詰めた。ただ、その道のりは決して平坦ではなかった。前年度セグンダBを制覇した23人の選手のうち、主将を務めるようになったマントバーニを含め、たったの5人しかセグンダで戦うチームに残れなかったのである。開幕から数週間は結果が出ない試合が続いたが、レガネスは12月から14試合連続無敗など猛烈な勢いで浮上。特に本拠地ブタルケでは強さを見せた。開幕前にレガネスが昇格争いに食い込むことを予想していた者など、ほとんどいなかったにもかかわらずである。リーグ最終盤ではブタルケで、のちに優勝することになるデポルティーボ・アラベスを2-0で下し、このシーズンで初めてレガネスが首位に立った。
迎えた最終節、試合開始前にマルティン・マントバーニ主将が率いるレガネスは自動昇格圏内の2位につけていた。C.D.ミランデスの本拠地エスタディオ・ムニシパル・デ・アンドゥバに乗り込んだ彼らにとっては歴史的な試合となった。インスアのヘディングによる得点で0-1と勝利したレガネスは、敵地に駆け付けた1,000人を超すファンたちと待ちに待った瞬間を、夢物語としか思われていなかったであろうプリメーラ・ディビシオン昇格を共に喜んだ。こうしてCDレガネスはクラブの歴史上はじめてトップリーグに到達し、プリメーラに所属する第60番目のクラブとなった。
2018年6月、マントバーニはCDレガネスとの契約を満了。セグンダ・ディビシオンのUDラス・パルマスへ加入した。2年契約に1年延長のオプション付き。